# Independencia de Brasil

Independência ou Morte!, también conocido como el Grito de Ipiranga, 4,15×7,6m, 1888, Museu Paulista

La Independencia de Brasil  comprende una serie de eventos políticos ocurridos entre 1821 y 1824, la mayoría de los cuales incluyeron conflictos entre Brasil y Portugal. Dando así paso a la proclamación de independencia presentada por el Imperio de Brasil el 7 de septiembre de 1822. Fue un período importante en la historia del país y se diferencia del resto de guerras de independencia hispanoamericanas en que fue un proceso independentista menos violento y además fue dirigido por un miembro de la  familia real, el príncipe heredero Pedro I, que se convertiría en emperador.
El régimen resultante fue el Imperio de Brasil, una monarquía constitucional que perduró hasta 1889 siendo así el régimen monárquico independiente más duradero de América.

## La corte de la independencia de Brasil
El territorio que ocupa Brasil fue reclamado por Portugal por primera vez el 22 de abril de 1500 cuando el navegante portugués Pedro Álvares Cabral llegó a sus costas. Desde 1534 se inició el asentamiento permanente en el territorio por los portugueses, quienes expandieron el territorio hacia el Oeste durante los siguientes 300 años hasta que establecieron casi todas las fronteras que constituyen el actual Brasil. En 1808, el ejército del emperador francés Napoleón Bonaparte invadió Portugal y forzó a que la familia real portuguesa se fuera al exilio. La corte portuguesa fue establecida en la ciudad de Río de Janeiro, que se convirtió en la sede no oficial del Imperio portugués. Este cambio de sede generó un gran giro en las relaciones metrópoli-colonia. Según Westthalen: «en 1807 [...] se produjo lo que podría llamarse inversión brasileña, esto es, la transformación de la capital luso-brasileña en sede de la monarquía portuguesa [...] en realidad Brasil pasaba a ser la metrópolis y Portugal, la colonia.»
El 12 de diciembre de 1815, Juan VI, entonces regente de su madre incapacitada, la reina María I, elevó a Brasil de colonia a Reino unido con Portugal.

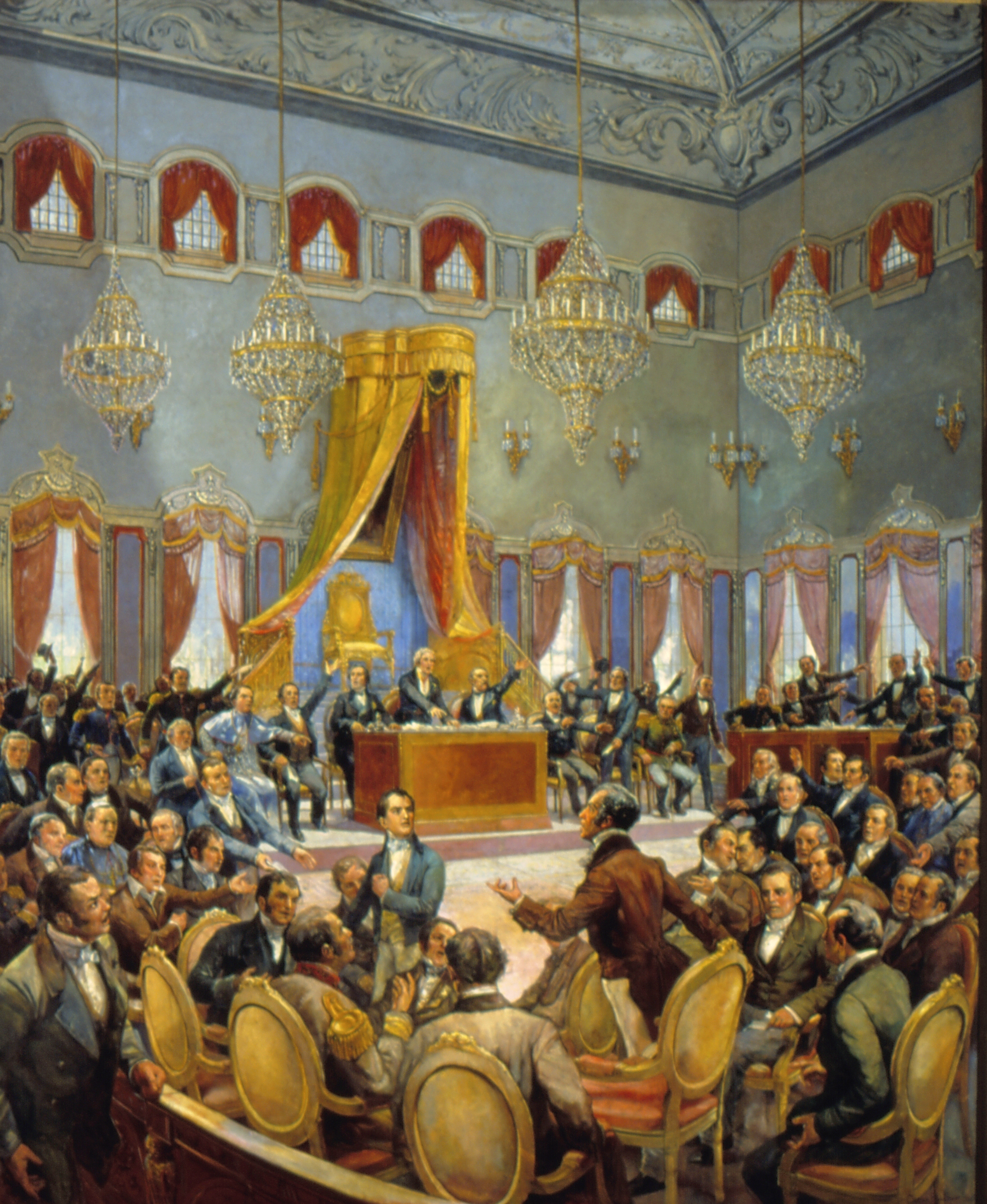
Las cortes portuguesas.

En 1820, la Revolución liberal de Oporto estalló en Portugal. El movimiento iniciado por constitucionalistas liberales resultó en la reunión de las Cortes, que crearían la primera Constitución del reino. Al mismo tiempo, las Cortes demandaron el retorno de João VI, que había fijado su residencia en Brasil desde 1808, para lo cual había elevado a Brasil a reino como parte del Reino Unido de Portugal, Brasil y Algarve en 1815 y había nominado a su hijo y príncipe heredero Pedro como regente para gobernar el Reino de Brasil en su lugar el 7 de marzo de 1821.
El rey se marchó a Europa el 26 de abril y dejó a Pedro en Brasil para que gobernara el reino con la ayuda de los ministros del interior, de asuntos exteriores, de guerra y marina y de finanzas., portuguesas movilizados en Brasil estaban a favor del movimiento constitucionalista en Portugal. El líder más importante de los oficiales portugueses, el general Jorge Avilez, forzó al príncipe a destituir y expulsar del país a los ministros del Reino y de Finanzas. Ambos eran aliados leales de Pedro, quien se había convertido en peón a manos de los militares. La humillación sufrida por el príncipe, quien juró que nunca volvería a ceder a la presión de los militares, influyó de manera decisiva sobre su abdicación diez años más tarde.
Mientras tanto, el 30 de septiembre de 1821, las Cortes aprobaron un decreto que subordinó los gobiernos provinciales brasileños directamente a Portugal. El príncipe Pedro se convirtió, para todos los efectos, en solamente el gobernador de la provincia de Río de Janeiro. Otros decretos posteriores ordenaron su retorno a Europa y pusieron fin a las cortes judiciales creadas por João VI en 1808.
La insatisfacción por las medidas de las Cortes entre la mayor parte de residentes en Brasil (tanto nacidos en Brasil como en Portugal) aumentaron hasta un punto en que pronto se dio a conocer públicamente. Surgieron dos grupos que se opusieron a las acciones de las Cortes que socavaban gradualmente la soberanía brasileña: los liberales liderados por Joaquín Gonçalves Ledo (quien contaba con apoyo de los masones) y los bonifacios comandados por José Bonifácio de Andrada. Ambas facciones no tenían nada en común con respecto a sus planes para Brasil, con la única excepción de su deseo de mantener el país unido con Portugal como una monarquía soberana.

## Rebelión de Avilez

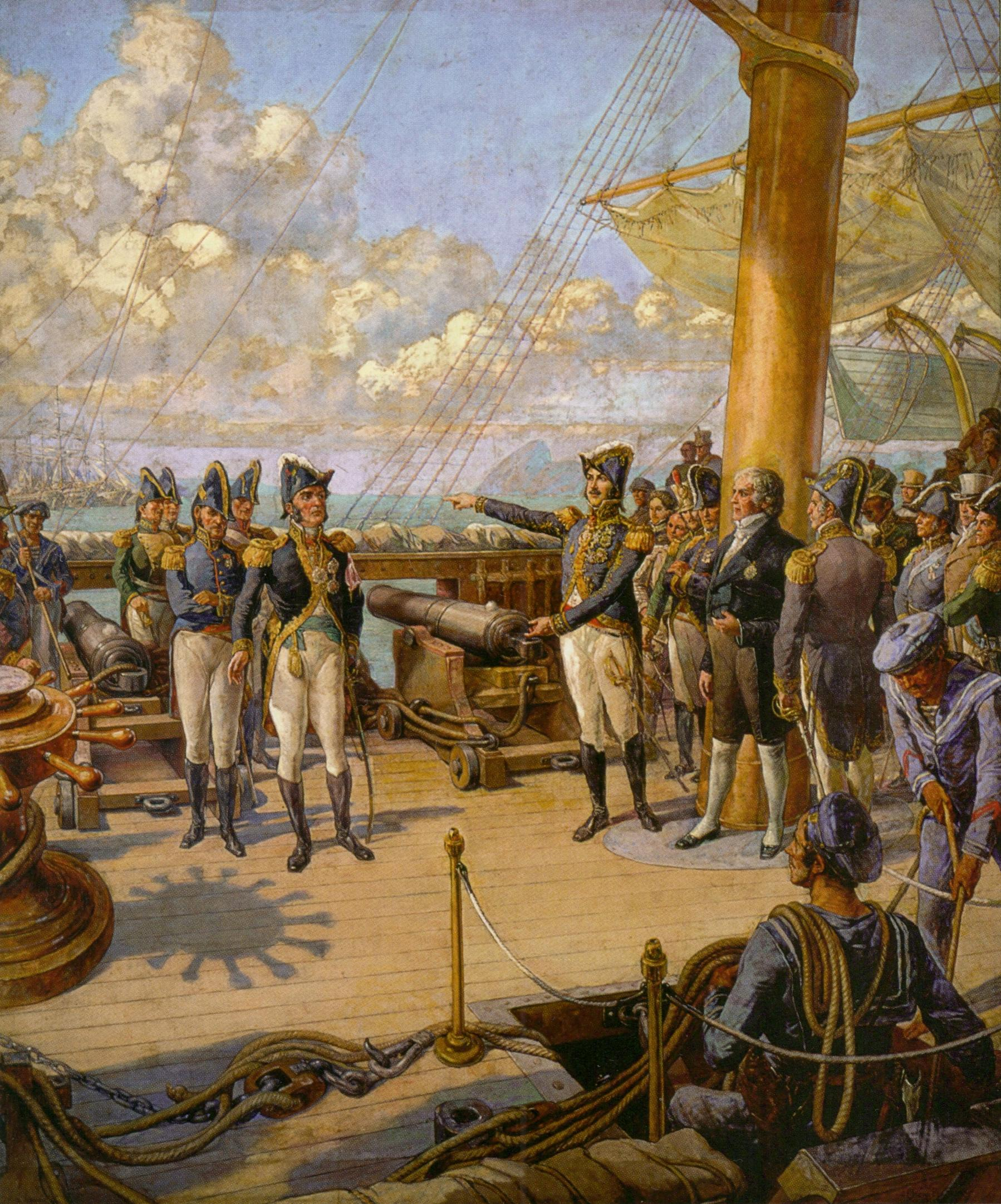
El príncipe Pedro (a la derecha) ordenó al oficial portugués Jorge Avilez (a la izquierda) regresar a Portugal después de su frustrada rebelión. José Bonifácio (vestido de civil) puede ser visto cerca del príncipe.

Los diputados portugueses de las Cortes no mostraron ningún respeto hacia el príncipe y se burlaron abiertamente de él. Por ello, la lealtad que tenía Pedro hacia las Cortes cambió gradualmente hacia la causa brasileña. Su esposa, la princesa María Leopoldina de Austria, apoyó al bando brasileño e influyó en Pedro para que permaneciera en el país. Los liberales y los bonifacios se manifestaron abiertamente pidiendo la permanencia de Pedro. La respuesta de Pedro llegó el 9 de enero de 1822, cuando declaró que

Como es por el bien de todos y para la felicidad general de la nación, estoy listo: díganle a la gente que me quedaré.

Tras la decisión de Pedro de desafiar a las Cortes, alrededor de 2000 hombres dirigidos por Jorge Avilez se levantaron antes de concentrarse en el monte Carmelo, que fue pronto rodeado por 10 000 brasileños armados. A continuación, Pedro destituyó al general portugués y le ordenó retirar a sus soldados a la bahía de Niterói, donde esperarían ser trasladados a Portugal.
José Bonifácio fue nombrado ministro del Reino y Asuntos Exteriores el 18 de enero de 1822. Al poco tiempo,  estableció una relación de padre a hijo con Pedro, quien comenzó a considerar al experimentado estadista como su mejor aliado. Gonçalves Ledo y los liberales intentaron minimizar la relación cercana entre Bonifácio y Pedro ofreciendo al príncipe el título de Defensor Perpetuo de Brasil. Para los liberales, la reunión de la Asamblea Constituyente era necesaria para Brasil, mientras que los bonifacios preferían que Pedro aprobara la Constitución por sí mismo para evitar una anarquía similar a la ocurrida durante los primeros años de la Revolución Francesa. El príncipe accedió a los deseos de los liberales y firmó un decreto el 3 de junio de 1822 para llamar a elección de los diputados que formarían la futura Asamblea General Constituyente y Legislativa en Brasil.

## De Reino Unido a Imperio independiente

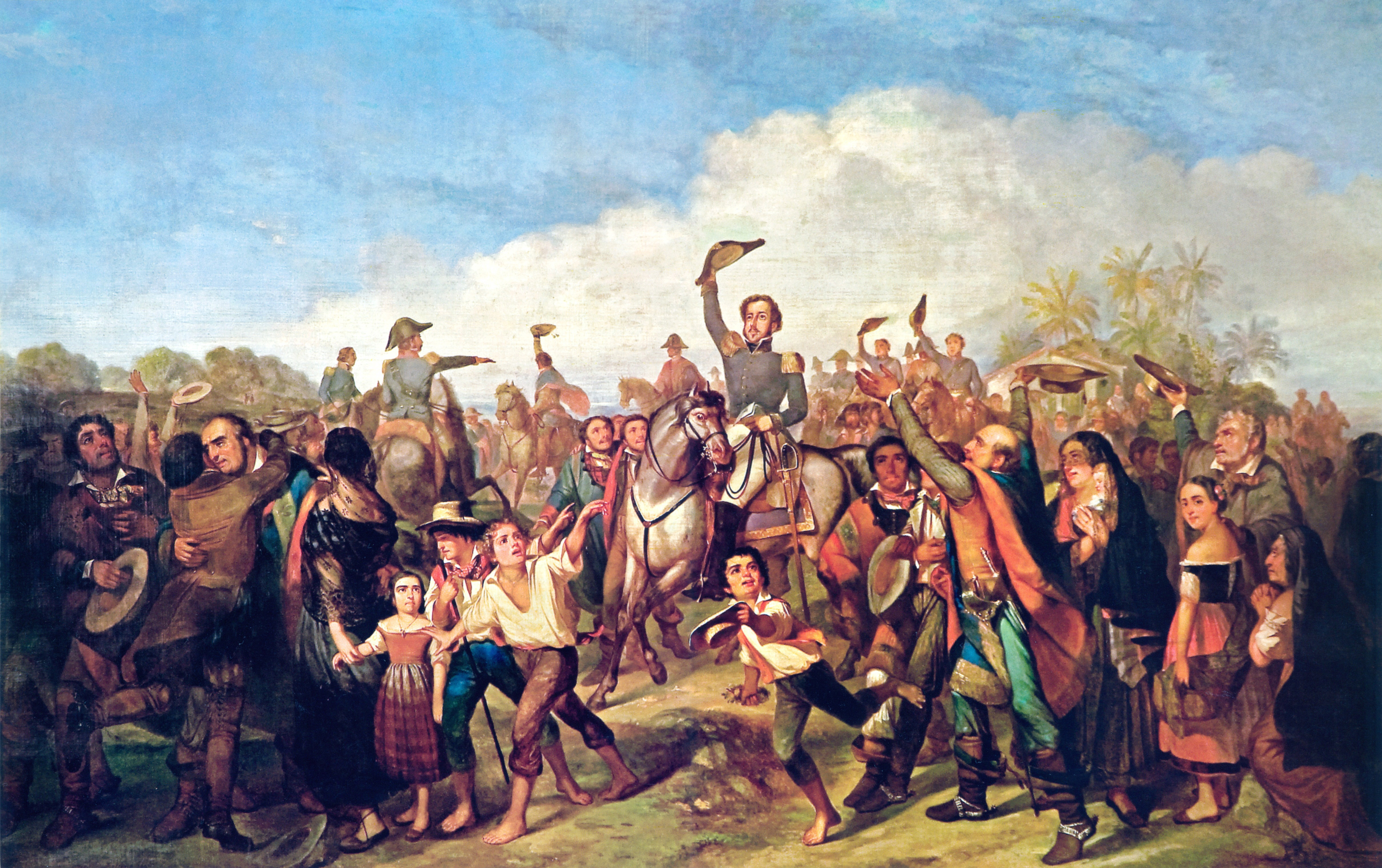
El príncipe Pedro rodeado por una multitud vitoreante en São Paulo tras dar las noticias de la independencia brasileña el 7 de septiembre de 1822.

### Proclamación de Independencia
Fueron enviados emisarios a Minas y a São Paulo para obtener más votos a la causa emancipadora, con resultados positivos. En Río de Janeiro se elaboró una representación (en una recogida de firmas) en que se pedía la permanencia de Don Pedro. El documento llegó a las manos de Pedro el 9 de enero de 1822 por cuenta de José Clemente Pereira, presidente del Senado de la Cámara de Río de Janeiro. En respuesta, el Príncipe Regente decidió desobedecer las órdenes de las Cortes y permanecer en Brasil: era la vez del "Permanezco" (Eu fico en portugués). 
La decisión del príncipe de desafiar a las Cortes era producto de un amplio movimiento, en el cual se destacó José Bonifácio de Andrada e Silva. Miembro del gobierno provisional de São Paulo, escribió una carta a Don Pedro el 24 de diciembre de 1821, en la cual criticaba la decisión de las Cortes de Lisboa y llamaba la atención al papel reservado al príncipe en la crisis. Don Pedro divulgó la carta, publicada en la Gazeta de Río de Janeiro el 8 de enero de 1822 con gran repercusión. Diez días después, había llegado a Río una comitiva paulista, integrada por José Bonifácio, para entregar al príncipe la representación paulista. El mismo día, Don Pedro nombró a José Bonifácio ministro del Reino y de los Extranjeros, cargo de fuerte significado simbólico: por  primera vez el cargo era ocupado por un brasileño. Los hermanos Andrada (José Bonifácio y sus hermanos Antônio Carlos y Martim Francisco) se convirtieron en figuras políticas destacadas. 
Don Pedro ganó fuerte apoyo popular con la decisión del "Permanezco". Para resistir a las amenazas de la recolonización el 16 de febrero de 1822 fue decretada la convocatoria de un Consejo de Procuradores Generales de las Provincias de Brasil. Teóricamente, tenía por finalidad auxiliar al príncipe, pero en la práctica se trataba de una maniobra de los conservadores, liderados por José Bonifácio, contra los radicales, representados por Joaquim Gonçalves Ledo, funcionario público para quien la preservación de la unidad político-territorial de Brasil debería ser implantada a través de convocatoria a una Asamblea Constituyente elegida por el pueblo. El Consejo fue convocado exactamente para evitar la conformación de dicha Asamblea y mantener la unidad sobre el control del poder central y de los conservadores.
En mayo, las diferencias entre Don Pedro y las Cortes se intensifican: el regente determinó que cualquier decreto de las Cortes solo podría ser ejecutado mediante el «Cúmplase» firmado por él, lo que equivalía a conferir plena soberanía al Brasil. La medida tuvo apoyo inmediato: el 13 de mayo el Senado de la Cámara de Río de Janeiro confirió al príncipe regente el título de Defensor Perpetuo de Brasil. 
Hubo una embestida militar de la División Auxiliadora, estacionada en Río bajo el comando del Teniente general Jorge de Avilez, expulsado de Brasil con sus tropas. Al celebrarse los festejos por el aniversario de Juan VI de Portugal, el 13 de mayo, el Senado de la Cámara de Río de Janeiro le pidió al Príncipe Regente que aceptase para sí y para sus descendientes el título de "Defensor Perpetuo de Brasil".
Los liberales radicales se mantuvieron activos: por iniciativa de Gonçalves Ledo, fue dirigida una representación a Don Pedro para exponerle la conveniencia de convocar a una Asamblea Constituyente. El príncipe decretó su convocatoria el 13 de junio de 1822. La presión popular llevaría la convocatoria adelante.
José Bonifácio resistió a la idea de convocar a la Constituyente, pero fue obligado a aceptarla. Intentó desacreditarla, proponiendo elecciones directas, lo que acabó prevaleciendo contra de la voluntad de los liberales radicales, que defendían la elección indirecta. Aun cuando los conservadores habían obtenido el control de la situación y el texto de convocatoria a la Constituyente presentase declaraciones favorables a la permanencia de una unión entre Brasil y Portugal, las Cortes insistían: el príncipe regente debía regresar inmediatamente. Don Pedro recibió las órdenes de su padre de regresar a Portugal y someterse al rey y a las Cortes. 
Pedro partió a Sao Paulo para asegurarse la lealtad de la provincia a la causa brasileña. Llegó a su capital el 23 de agosto y permaneció allí hasta el 25 de septiembre. Cuando regresó a Río de Janeiro el 10 de septiembre, recibió juntas dos cartas, una de José Bonifácio, que aconsejaba a Don Pedro a romper con la metrópoli, y otra de su esposa, María Leopoldina, que apoyaba la decisión del ministro. El príncipe se enteró de que las Cortes habían anulado todos los actos del gabinete de Bonifácio y retirado el poder restante que todavía tenía. Pedro se volvió hacia sus compañeros que incluían a su guardia de honor y dijo «Amigos, las Cortes portuguesas quieren esclavizarnos y perseguirnos. Desde hoy día, nuestras relaciones están rotas. Ningún lazo nos une más». Luego, se quitó su brazalete azul y blanco que evocaba a Portugal, y continuó «Fuera los brazaletes, soldados. Saludo a la independencia, la libertad y la separación de Brasil». Desenvainó su espada y afirmó que «Por mi sangre, mi honor, mi Dios, juro dar libertad a Brasil: ¡Independencia o muerte!» De esta manera, rompió los lazos políticos con Portugal, el 7 de septiembre de 1822.
Esa misma noche, Pedro y sus compañeros propagaron la noticia de la independencia brasileña de Portugal. El príncipe fue recibido con gran celebración popular y fue llamado "Rey de Brasil" y también "Emperador de Brasil". Pedro regresó a Río de Janeiro el 14 de septiembre y en los días siguientes los liberales habían publicado panfletos (escritos por Joaquim Gonçalves Ledo) que sugerían la idea de que el príncipe debía ser aclamado emperador constitucional. El 17 de septiembre, el presidente de la cámara municipal de Río de Janeiro, José Clemente Pereira, envió a las otras cámaras del país las noticias de que la aclamación tendría lugar en el aniversario de Pedro, el 12 de octubre. El día siguiente fueron creados la nueva bandera y escudo de armas del reino independiente de Brasil (las banderas y escudos imperiales creados después fueron idénticos, con la excepción de la Corona que de real se convirtió en imperial).

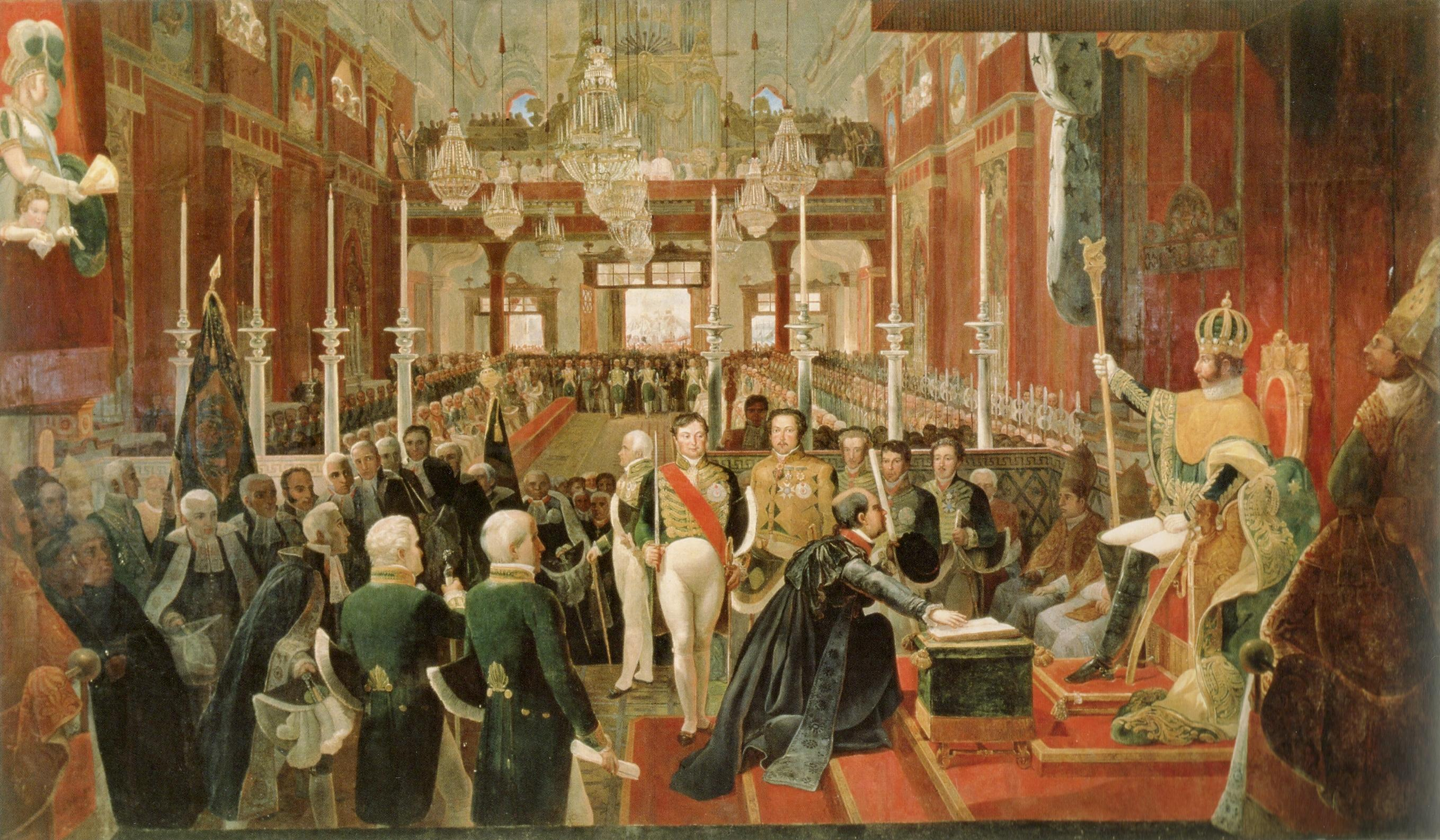
Coronación imperial de Pedro I el 1 de diciembre de 1822.

La separación oficial recién ocurriría el 22 de septiembre de 1822 en una carta escrita por Pedro a João VI. En ella, Pedro todavía se llama a sí mismo Príncipe regente y su padre es considerado el Rey del Brasil independiente. El 12 de octubre de 1822 en el Campo de Santana (más tarde conocido como el Campo de la Aclamación), el príncipe Pedro fue aclamado Pedro I, emperador constitucional y Defensor Perpetuo de Brasil. Asimismo, fue el inicio del reinado de Pedro y del Imperio de Brasil; sin embargo, el Emperador dejó en claro que si bien aceptada ser emperador, si João VI regresaba a Brasil se haría a un lado y dejaría el trono a favor de su padre.
La razón para el título imperial derivó del hecho de que el título de rey representaría simbólicamente una continuación de la tradición dinástica portuguesa y quizás del temido absolutismo, mientras el emperador era investido por aclamación popular como en la Antigua Roma. El 1 de diciembre de 1822 (aniversario de la aclamación de João IV, primer rey de la dinastía de Braganza), Pedro I fue coronado y consagrado.

### Sucesos en Bahía
El levantamiento tuvo lugar el 21 de febrero de 1821, con la participación entre otros de Cipriano José Barata de Almeida y José Lino Coutinho. El entonces Gobernador, conde da Palma, ordenó al mariscal Felisberto Caldeira Brant Pontes, inspector de las tropas, reunir las fuerzas fieles. Se enfrentó a los rebeldes con apenas 160 hombres, pues la mayor parte de la tropa lo había abandonado. No hubo forma de convencerlos a constituir en Bahía una Junta provisional como había sucedido en Belém y con la cual se manifestase completa obediencia a las Cortes de Lisboa. Palma cedió, proponiendo él mismo los nombres de las personas que formarían la Junta. Y dicha Junta fue aún más lejos, dirigiéndose a Lisboa como si ellos fueran el único gobierno legítimo ante la monarquía y solicitando tropas portuguesas. Fueron enviados 1.184 hombres, l

### Sucesos en Pernambuco
Desde la revolución de 1821, Luís do Rego Barreto estaba en una situación difícil. Animado con los mensajes de Lisboa, pero temeroso de desafueros, conservó toda la plenitud de su autoridad y dirigió un manifiesto al pueblo, exponiendo las bases de la Constitución que sería promulgada y convocando electores de todas las parroquias. Los pernambucanos sospecharon de tantas promesas y votaron con absoluta independencia, eligiendo a quienes les parecían dignos - "casi todos formaban parte de los vencidos en 1817". Los pernambucanos fueron los primeros en llegar a Lisboa. El gobernador sufrió un atentado el 21 de agosto y con el pretexto de una posible nueva conspiración republicana mandó prender a cuantos antiguos patriotas se encontraba en Recife, embarcándolos rumbo a Lisboa.
El 19 de agosto de 1821 fue nombrada en Goiana una Junta Provisional Temporaria para contrarrestar otra, del partido portugués, en Recife. Aun después de haber pedido refuerzos a Paraíba, Rego Barreto fue cercado en su capital y venció el pueblo patriota. El Gobernador firmó una capitulación el 5 de octubre en el poblado de Beberibe. La victoria de los pernambucanos llegó a la vecina Paraíba, donde el 25 de octubre fue elegida una Junta Gobernante para administrar la provincia en nombre de la Constitución portuguesa.

### Sucesos en Maranhão
Allí gobernaba desde 1819 el mariscal Bernardo da Silveira Pinto da Fonseca, quien no pudo dejar de admitir la autoridad de un Consejo Consultivo y consiguió transformar en farsa la elección de una Junta el día 13 de abril, él mismo proclamado Gobernador provisional. Enseguida mandó a deportar diversos patriotas y eligió a dos diputados a las Cortes de Lisboa. Siendo como era una región muy atrasada terminó triunfando el gobernador. El 15 de febrero de 1822 se eligió una Junta Provisional y tres días después el mariscal embarcó de regreso a Portugal en la galera inglesa George.

## Causas
No se puede comprender el proceso independentista sin pensar en el proyecto recolonizador de las Cortes portuguesas: el verdadero origen de la definición de los diversos grupos en Brasil. Aunque la ruptura política con Portugal era el mayor deseo de la mayoría de los brasileños, subsistían aun muchas divergencias. En el movimiento emancipador había grupos sociales distintos: la aristocracia rural del sudeste (“partido brasileño”), las camadas populares urbanas («liberales radicales») y finalmente, la aristocracia rural del norte y del noreste, que defendían el federalismo e incluso el separatismo. 
La aristocracia rural del sudeste, la más poderosa, era conservadora, por lo que luchaba a favor de la independencia, pero a la vez defendía la unidad territorial, la esclavitud y sus privilegios de clase. Los liberales radicales querían la independencia y la democratización de la sociedad, pero sus jefes, Joaquim Gonçalves Ledo y José Clemente Pereira, permanecían aliados a la aristocracia rural, sin revelar una verdadera intención revolucionaria. La aristocracia rural del norte y del nordeste enfrentaba la fuerte resistencia de los comerciantes y militares portugueses, fuertes en Pará, Maranhão y Bahía. Además de ello, desconfiaban de la política centralizadora de José Bonifácio.
El "partido portugués" en Brasil apoyaba a las Cortes; mientras que el "partido brasileño" y los "liberales radicales" estaban en contra, pero divergían en sus objetivos. Para el "partido brasileño", el ideal era la creación de una monarquía dual (Brasil y Portugal) para preservar la autonomía administrativa y la libertad de comercio. Pero la intransigencia de las Cortes portuguesas, provocó que el partido se inclinara por la emancipación, sin alterar el orden social y sus privilegios. Ya los "liberales radicales" formaban un grupo casi revolucionario, bien cerca de las masas populares urbanas, con algunos de ellos incluso notables republicanos. En conjunto, se trataba del grupo más receptivo a cambios profundos y democráticos en la sociedad.

La concretización de las aspiraciones de cada uno de estos grupos era distinta. Los grandes propietarios rurales unidos al "partido brasileño" disponían de los medios efectivos para la realización de sus objetivos. El ansia por un comercio libre encontraba apoyo en fuerzas internacionales, lideradas por la burguesía británica. La sólida base económica y social esclavista garantizaba los recursos materiales para resistir con éxito una probable amenaza recolonizadora por parte de Lisboa.
La situación de Brasil permaneció indefinida en 1821. Pero el 9 de diciembre llegaron a Río de Janeiro los decretos de las Cortes que ordenaban la abolición de la regencia y el inmediato regreso de Don Pedro a Portugal;  la obediencia de las provincias a Lisboa y no más a Río de Janeiro y la extinción de los tribunales de Río. El "partido brasileño" estaba alarmado con la proclamación de recolonización y con la posibilidad de una explosión revolucionaria. La nueva situación favoreció la polarización: de un lado el "partido portugués" y del otro, el "partido brasileño" con los ideales radicales, que comenzaron a actuar en favor de la independencia.

## Consecuencias
El apoyo de Inglaterra en esta independencia fue crucial, usando su diplomacia. El uso de mercenarios ingleses sofocando rebeldes y guerras fue decisivo. Más tarde, la independencia siguió su curso natural. Inicialmente asustados con la idea, los comerciantes y funcionarios portugueses la aceptaron, ya que sus intereses serían mantenidos por el hecho de que el emperador perteneciera a la dinastía Braganza y ser heredero a la Corona Portuguesa.
Los conflictos bélicos no fueron de gran magnitud y normalmente se limitaron a pequeñas provincias. En 1823, todas las rebeliones habían sido sofocadas.
Coherentemente con las ideas de la época, al contrario de lo que deseaba José Bonifácio, por ejemplo, se mantuvo la esclavitud. 
Argentina fue el primer país en reconocer la independencia de Brasil, en 25 de junio de 1823. Enseguida, Estados Unidos reconocieron la independencia brasileña en 26 de mayo de 1824.
Para ser reconocido oficialmente, Brasil negoció con Inglaterra y aceptó pagar indemnizaciones a Portugal, comenzando de esta forma su endeudamiento. Cuando el rey Juan VI regresó a Lisboa, por orden de las Cortes, llevó consigo todo el dinero que podía, a pesar de haber dejado en Brasil su platería y una enorme librería, con obras raras que componen hoy el acervo básico de la Biblioteca.

## Consideraciones historiográficas
La fecha conmemorada oficialmente es el 7 de septiembre de 1822, cuando en los márgenes del río Ipiranga, en São Paulo, Don Pedro proclama el "grito de Independencia".
Otras fechas consideradas historiográficamente para la Independencia, aunque menos populares son las fechas de coronación del Emperador (diciembre de 1822) o incluso la del reconocimiento de Independencia por parte de Portugal y Gran Bretaña en (1825).